# John Grunsfeld
John Mace Grunsfeld, Ph.D. (* 10. října 1958, Chicago, Illinois, Spojené státy americké) je fyzik a od roku 1992 astronaut NASA, veterán letů raketoplánů, který byl pětkrát ve vesmíru.

## Astronaut
Do týmu NASA byl vybrán v roce 1992. Od roku 2010 pracuje v Baltimoru v Space Telescope Science Institute.

### Lety do vesmíru
- STS-67, Endeavour (2. března 1995 – 18. března 1995)
- STS-81, Atlantis (12. ledna 1997 – 22. ledna 1997)
- STS-103, Discovery (19. prosince 1999 – 27. prosince 1999)
- STS-109, Columbia (1. března 2002 – 12. března 2002)
- STS-125, Atlantis (11. května 2009 – 24. května 2009)

## Osobní život
John Grunsfeld je ženatý s Carol E. Schiffovou. Mají dvě děti. Mezi jeho koníčky patří létání, plavání, jízda na kole a hudba.